# Manuel Akanji
Manuel Obafemi Akanji (Neftenbach, 19 juli 1995) is een Zwitsers voetballer met een Nigeriaanse vader en Zwitserse moeder die doorgaans als verdediger speelt. Hij tekende in de zomer van 2022 een contract tot medio 2027 bij Manchester City, dat 16,7 miljoen euro betaalde aan Borussia Dortmund. Akanji debuteerde in 2017 in het Zwitsers voetbalelftal.

## Carrière

### Jeugd
Akanji stroomde door vanuit de jeugd van FC Winterthur. Hiervoor maakte hij op 26 april 2014 zijn debuut in het eerste elftal, in een met 0–1 verloren wedstrijd in de Challenge League thuis tegen FC Lugano. Coach Boro Kuzmanovic gunde hem die dag een basisplek en liet hem de hele wedstrijd spelen. Een seizoen later groeide hij onder coach Jürgen Seeberger uit tot basisspeler.

### FC Basel
Akanji verruilde Winterthur in juli 2015 voor FC Basel. Hij voegde zich hier bij een team dat in de voorgaande zes jaar kampioen van Zwitserland was geworden. Coach Urs Fischer liet hem op 26 september 2015 debuteren in de Super League. Ook bij dit debuut was FC Lugano de tegenstander. Akanji mocht die dag in de 89e minuut invallen voor Marek Suchý. Hij werd in de twee seizoenen die volgden twee keer landskampioen met Basel. Gedurende deze periode bleef zijn eigen inbreng beperkt tot ongeveer een derde van de wedstrijden. 
Zijn perspectief bij Basel verbeterde nadat coach Fischer in juni 2017 werd opgevolgd door Raphael Wicky. Hij promoveerde Akanji meteen tot basisspeler. Hij speelde in de eerste helft van het seizoen 2017/18 negentien competitiewedstrijden. In achttien daarvan stond hij aan de aftrap. Ook debuteerde hij dat jaar in de UEFA Champions League, waarin hij alle zes de groepsduels van begon tot eind speelde. In totaal speelde Akanji 57 wedstrijden voor FC Basel, waarin hij goed was voor zeven goals.

### Borussia Dortmund
Akanji tekende in januari 2018 een contract tot medio 2022 bij Borussia Dortmund. Dat betaalde circa €21,5 miljoen voor hem aan FC Basel. Op 2 februari maakte hij tegen FC Köln als invaller zijn debuut voor de club. Een week later stond hij tegen Hamburger SV meteen in de basis. Hij begon ook als basisspeler aan zijn eerste volledige seizoen in Dortmund. Op 26 september was hij in een 8-0 overwinning op FC Nürnberg goed voor zijn eerste doelpunt in dienst van Borussia Dortmund. Op 30 maart 2019 was hij tegen VfL Wolfsburg (2-0 winst) bij afwezigheid van Marco Reus voor het eerst aanvoerder. 
Op 3 augustus won hij zijn eerste prijs met Borussia, de Duitse supercup, door Bayern München met 2-0 te verslaan. Akanji speelde negentig minuten. Het seizoen erna won Akanji de DFB-Pokal. RB Leipzig werd op 13 mei 2021 met 4-1 verslagen en opnieuw speelde Akanji de hele wedstrijd mee. Hij speelde in totaal vierenhalf seizoen voor Borussia Dortmund en kwam daarin tot 187 wedstrijden en vier goals.

### Manchester City
Op 1 september 2022 nam Manchester City Akanji over voor een bedrag van 16,7 miljoen euro. Hij tekende in Engeland een contract voor vijf seizoenen tot de zomer van 2027. Vijf dagen later maakte hij in de Champions League-wedstrijd tegen Sevilla (4-0 winst). Op 17 september maakte hij tijdens een 3-0 overwinning op Wolverhampton Wanderers ook zijn debuut in de Premier League. Hij werd uitgeroepen tot Speler van de Maand Oktober bij Manchester City. Hij scoorde op 17 mei 2023 tegen Real Madrid in de halve finale van de Champions League zijn eerste treffer in dat toernooi. Mede daardoor bereikte City de finale. Op 10 juni werd hierin Internazionale met 1-0 verslagen en Akanji speelde de hele wedstrijd. Het betekende een treble voor Manchester City, want eerder werd de FA Cup-finale tegen Manchester United met 2-1 gewonnen. Ook won City de competitie. Hierin speelde Akanji meer minuten dan iedere andere City-verdediger.
Op 16 augustus won Akanji de UEFA Super Cup van Sevilla, nadat eerder de Community Shield verloren werd van Arsenal. In december won City het WK voor clubs door achtereenvolgens Urawa Red Diamonds en Fluminense te verslaan. Ook de Premier League-titel werd geprolongeerd: op de laatste speelronde kroonde het zich tot kampioen door met 3-1 te winnen van West Ham United. 

## Clubstatistieken
| Seizoen     | Club              | Competitie       | Competitie | Competitie | Beker | Beker | Internationaal | Internationaal | Totaal | Totaal |
| Seizoen     | Club              | Competitie       | Wed.       | Dlp.       | Wed.  | Dlp.  | Wed.           | Dlp.           | Wed.   | Dlp.   |
| ----------- | ----------------- | ---------------- | ---------- | ---------- | ----- | ----- | -------------- | -------------- | ------ | ------ |
| 2013/14     | FC Winterthur     | Challenge League | 2          | 0          | 0     | 0     | —              | —              | 2      | 0      |
| 2014/15     | FC Winterthur     | Challenge League | 33         | 1          | 1     | 0     | —              | —              | 34     | 1      |
| Club totaal | Club totaal       | Club totaal      | 35         | 1          | 1     | 0     | 0              | 0              | 36     | 1      |
| 2015/16     | FC Basel          | Super League     | 8          | 0          | 2     | 0     | 1              | 0              | 11     | 0      |
| 2016/17     | FC Basel          | Super League     | 15         | 4          | 3     | 1     | 0              | 0              | 18     | 5      |
| 2017/18     | FC Basel          | Super League     | 19         | 1          | 3     | 1     | 6              | 0              | 28     | 2      |
| Club totaal | Club totaal       | Club totaal      | 42         | 5          | 8     | 2     | 7              | 0              | 57     | 7      |
| 2017/18     | Borussia Dortmund | Bundesliga       | 11         | 0          | 0     | 0     | 0              | 0              | 11     | 0      |
| 2018/19     | Borussia Dortmund | Bundesliga       | 25         | 1          | 1     | 0     | 5              | 0              | 31     | 1      |
| 2019/20     | Borussia Dortmund | Bundesliga       | 29         | 0          | 4     | 0     | 6              | 0              | 39     | 0      |
| 2020/21     | Borussia Dortmund | Bundesliga       | 28         | 2          | 6     | 0     | 7              | 0              | 41     | 2      |
| 2021/22     | Borussia Dortmund | Bundesliga       | 26         | 1          | 4     | 0     | 6              | 0              | 36     | 1      |
| Club totaal | Club totaal       | Club totaal      | 119        | 4          | 15    | 0     | 24             | 0              | 187    | 4      |
| 2022/23     | Manchester City   | Premier League   | 29         | 0          | 8     | 0     | 11             | 1              | 48     | 1      |
| 2023/24     | Manchester City   | Premier League   | 30         | 2          | 7     | 0     | 11             | 2              | 48     | 4      |
| Club totaal | Club totaal       | Club totaal      | 59         | 2          | 15    | 0     | 22             | 3              | 96     | 5      |
| Totaal      | Totaal            | Totaal           | 229        | 11         | 35    | 0     | 47             | 3              | 340    | 16     |

Bijgewerkt t/m 24 juni 2024.

## Interlandcarrière
Na voor verschillende Zwitserse nationale jeugdteams te hebben gespeeld, maakte Akanji op 9 juni 2017 onder bondscoach Vladimir Petković zijn debuut in het Zwitsers voetbalelftal. Daarmee speelde hij die dag een kwalificatiewedstrijd voor het WK 2018 tegen Faeröer (0-2 winst). Hij mocht in dat duel in de basis beginnen en deed de volle 90 minuten mee aan de zijde van de ploeg, die zegevierde dankzij treffers van Granit Xhaka en Xherdan Shaqiri.
Petković nam Akanji een jaar later mee naar het WK 2018 in Rusland. Daar eindigde de ploeg als tweede in groep E, achter Brazilië (1–1), maar voor Servië (2–1) en Costa Rica (2–2). In de achtste finales ging Zwitserland met 1–0 onderuit tegen Zweden door een treffer van Emil Forsberg. Akanji speelde alle vier de WK-duels van de Zwitsers van begin tot eind. Hij werd op 7 juni 2024 door bondscoach Murat Yakin opgenomen in de Zwitserse selectie voor het EK 2024 in Duitsland. Zwitserland overleefde een groep met Hongarije, Schotland en Duitsland en won in de achtste finales van Italië (2–0), voordat het in de kwartfinales op strafschoppen werd uitgeschakeld door Engeland. Akanji miste zijn poging in de penaltyserie. Hij miste op het toernooi geen minuut aan speeltijd en werd na afloop van het toernooi door de UEFA als enige Zwitser opgenomen in het Team van het Toernooi.

## Erelijst
| Competitie            |          |                  |
| Competitie            | Aantal   | Jaren            |
| FC Basel              | FC Basel | FC Basel         |
| --------------------- | -------- | ---------------- |
| Super League          | 2×       | 2015/16, 2016/17 |
| Schweizer Cup         | 1×       | 2016/17          |
| Borussia Dortmund     |          |                  |
| DFB-Pokal             | ×        | 2020/21          |
| DFL-Supercup          | 1×       | 2019             |
| Manchester City       |          |                  |
| Premier League        | 2×       | 2022/23, 2023/24 |
| UEFA Champions League | 1×       | 2022/23          |
| UEFA Super Cup        | 1×       | 2023             |
| FIFA Club World Cup   | 1×       | 2023             |
| FA Cup                | 1×       | 2022/23          |
| FA Community Shield   | 1×       | 2024             |